# Wacław Filochowski
Wacław Filochowski (ur. 28 lutego 1889 w Rutkach, zm. 29 września 1944 w Warszawie) – polski dziennikarz oraz pisarz także literatury fantastycznej.

## Życiorys
Urodził się 28 lutego 1889 w Rutkach. Jego ojciec, Tomasz, był sędzią Sądu Najwyższego. Matka Wacława nazywała się Aniela Wielońska. Uczęszczał do gimnazjum w Łomży aż do 1905, kiedy to wybuchł strajk szkolny. Następnie uczył się w Carskim Siole oraz Warszawie. Maturę zdawał w Petersburgu, aby w 1911 roku dostać się na studia w Nancy na wydział fizyczno-matematyczny. Porzucił je jednak z myślą o karierze literackiej. W trakcie studiów powstały jego dwa pierwsze dramaty: Jesień i Majowe Nabożeństwo.
W 1913 roku w Łomży ożenił się z Wandą Nowacką. Rok później z powodu wybuchu I wojny światowej wstąpił do legionu Witodla Gorczyńskiego. Następnie służył w korpusie gen. Józefa Dowbór-Muśnickiego, aby w końcu jako oficer pracować w Biurze Prasowym Ministerstwa Spraw Zagranicznych. Służbę zakończył w 1920.
Po zakończeniu wojny mieszkał i pracował w Warszawie, całkowicie poświęcając się pracy dziennikarskiej. Pracował m.in. w „Gazecie Warszawskiej” (gdzie przez lata kierował działem literackim) i „Warszawskim Dzienniku Narodowym”, czasem publikując pod własnym nazwiskiem, jednak zwykle wykorzystując pseudonimy (m.in. Vacat, v-t, Philo Philonides, Gwiazdosław Ostry, Alm Anatol, Autor Pamiątek Rupiecia). Zajmował się publikowaniem reportaży, sprawozdań, felietonów oraz publikowaniem w odcinkach swojej prozy.
Jako pisarz zadebiutował w 1921 zbiorem nowel Chińskie cienie. W swojej twórczości często sięgał do wątków baśniowych i okultystycznych.
Często przerywał swoją pracę w redakcji, podróżując między innymi do Włoch, Jugosławii, Czechosłowacji, czy Algieru.
Gdy rozpoczęła się II wojna światowa zaczął współpracę z prasą podziemną. Zmarł 29 września 1944 z powodu nękającej go od lat choroby. Po ekshumacji z tymczasowej mogiły, został pochowany w 1946 na Starych Powązkach w Warszawie.
Wszystkie jego rękopisy zostały spalone w trakcie pożaru Warszawy.

## Publikacje
- Chińskie cienie (1921, opowiadania)
- Amulet Ozirisa (1922, powieść fantastyczna)
- Czarci młyn Legenda nowej Warszawy (1922, zbiór nowel)
- Znak (1922, powieść z przeżyć wojennych)
- Człowiek w ciemnych okularach (1924, powieść fantastyczna)
- Przez kraj wód, wichrów i zwierząt (1926, romans podróżniczy)
- Szron, czyli pochwała starości (1931, dramacik psychologiczny)
- Ziemia dwakroć obiecana (1937, notatki z podróży do Palestyny)
- Cierpkie pobratymstwo (1938, książka o Czechosłowacji)